# Tian Feng
Tian Feng (chinesisch 田豊, Pinyin Tián Fēng) ist eine Figur aus Luo Guanzhongs Roman Die Geschichte der Drei Reiche, der im China zur Zeit der Drei Reiche spielt. Darin ist er ein Ratgeber des Warlords Yuan Shao.
Nachdem er den Rivalen Gongsun Zan geschlagen und seine Truppen größtenteils übernommen hat, zieht Yuan Shao zur neuen Hauptstadt Xu Chang aus, um auch Cao Cao zu schlagen und damit das nördliche China unter seine Kontrolle zu bringen. Seine Ratgeber Tian Feng und Ju Shou raten ihm jedoch von diesem Plan ab. Yuan Shaos Generäle Shen Pei und Guo Tu beharren jedoch auf dem Feldzug, und Yuan Shao lässt seine Ratgeber einsperren, weil sie die Moral der Truppe gefährden.
Tian Fengs Rat erweist sich jedoch als weise. Yuan Shaos Feldzug kommt nicht voran, und seine Generäle schwächen die Kampfkraft der Armee durch ihre inneren Feindseligkeiten.
Als Tian Feng davon erfährt, dass Cao Cao seine Truppen zu einem Krieg gegen den Warlord Liu Bei aus der Hauptstadt Xu Chang abzieht, drängt er Yuan Shao, die Stadt zu diesem günstigen Zeitpunkt einzunehmen. Yuan Shao aber weigert sich, weil sein liebster Sohn Yuan Shang erkrankt ist. Tian Feng ruft enttäuscht aus: „Was für ein Pech! Sobald sich uns eine einzigartige Gelegenheit bietet, verdirbt die Krankheit eines Kindes alles.“
Nachdem Cao Cao Liu Bei besiegt hat, entscheidet sich Yuan Shao, ihn endlich doch anzugreifen. Tian Feng versucht ihn abzuhalten, aber Yuan Shao lässt ihn abermals einsperren. In der bald darauf folgenden Schlacht von Guandu muss Yuan Shao eine vernichtende Niederlage gegen Cao Cao hinnehmen. Als die Kerkerwachen davon hören, bereiten sie sich darauf vor, Tian Feng zu entlassen, aber Tian Feng sagt: „Der kaiserliche Protektor (Yuan Shao) gibt sich großzügig, aber er ist eifersüchtig und vergisst ernstzunehmenden Rat. Hätte er gesiegt, so hätte er mich womöglich begnadigt. Da er aber in Schande besiegt wurde, kann ich nicht hoffen, am Leben zu bleiben.“ Und tatsächlich verurteilt Yuan Shao ihn nach seiner Rückkehr zum Tode. Tian Fengs letzte Worte lauten: „Ein Fähiger, der seinen Herrn verkennt und ihm nicht richtig dient, ist ein Dummkopf. Wenn ich heute sterbe, so nicht wegen meiner Schande.“